# Berlinale 2022
La Berlinale 2022, 72e édition du festival international du film de Berlin (72. Internationalen Filmfestspiele Berlin), se déroule du 10 au 20 février 2022,.

## Déroulement et faits marquants
Le 20 octobre 2021, il est annoncé que c'est le réalisateur M. Night Shyamalan qui présidera le jury de la compétition officielle pour l'Ours d'or.
Le 16 décembre 2021, il est révélé que c'est la comédienne Isabelle Huppert qui recevra l'Ours d'or d'honneur, vingt ans après qu'elle a reçue lors de la Berlinale 2002 l'Ours d'argent pour une contribution artistique exceptionnelle, décerné à l'ensemble de la distribution féminine du film Huit Femmes. La remise eut lieu le 15 février 2022 mais en visioconférence, elle ne put se rendre au festival en raison d'un test positif à la covid 19.
Le 12 janvier 2022, le film d'ouverture est dévoilé. Il s'agit de Peter von Kant de François Ozon, réunissant à l'écran Isabelle Adjani, Denis Ménochet et Hanna Schygulla. Il s'agit de l'adaptation de la pièce de théâtre Les Larmes amères de Petra von Kant (Die bitteren Tränen der Petra von Kant) de Rainer Werner Fassbinder, déjà porté à l'écran dans un film sorti en 1972, sélectionné à la Berlinale de cette même année.
Le 16 février 2022, le palmarès est dévoilé : l'Ours d'or est remis au film Alcarràs (titre français : Nos soleils, premier film en catalan à recevoir le prix) de Carla Simón, le Grand prix du jury au film coréen La Romancière de Hong Sang-soo  et l'Ours d'argent de la meilleure réalisation à Claire Denis pour Avec amour et acharnement.

## Jurys

### Jury international

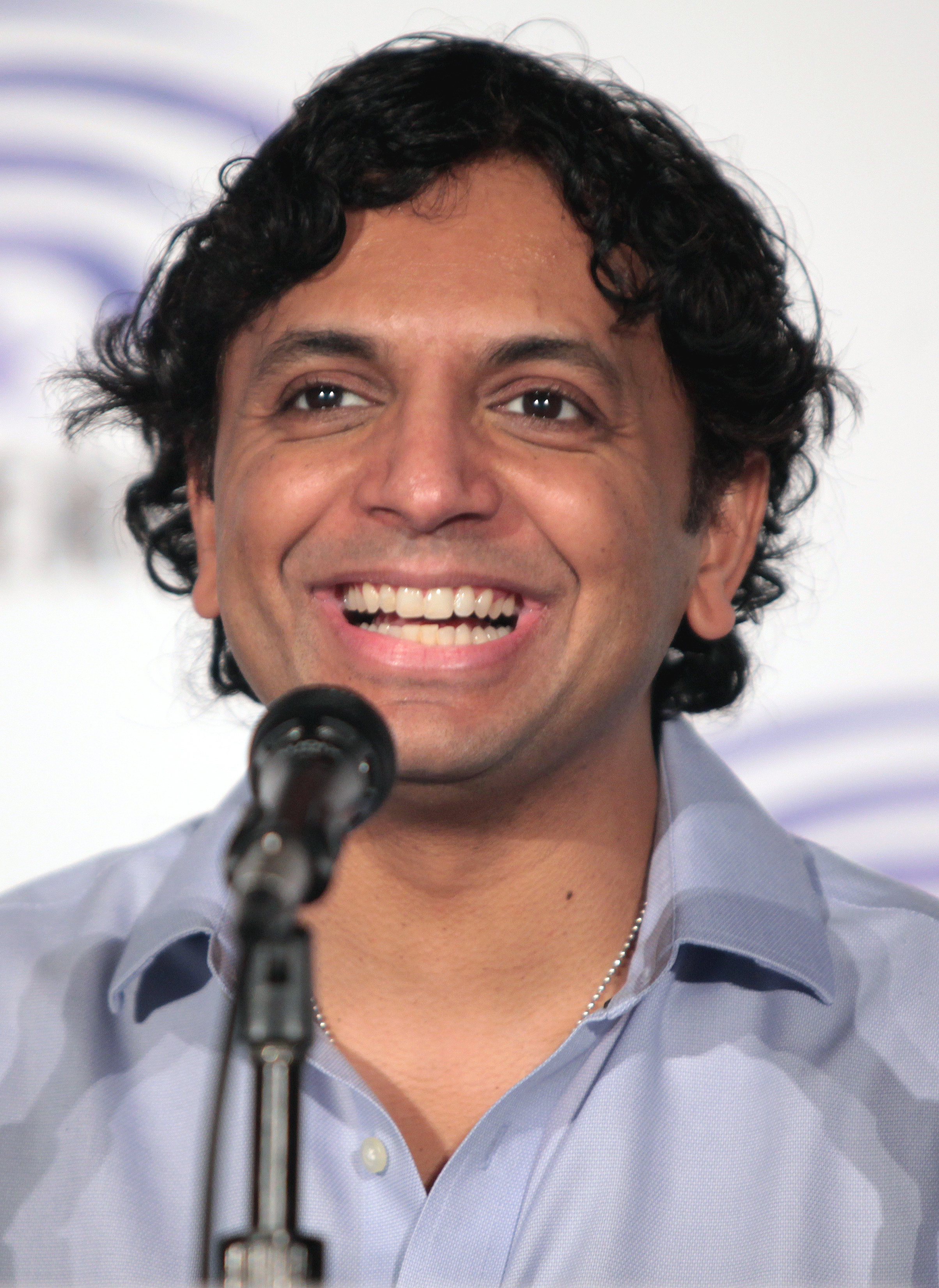
M. Night Shyamalan, président du jury international 2022.

- M. Night Shyamalan (président du jury), réalisateur ( États-Unis)
- Karim Aïnouz, réalisateur  Brésil
- Saïd Ben Saïd, producteur  France  Tunisie
- Anne Zohra Berrached, réalisatrice  Allemagne
- Tsitsi Dangarembga, réalisatrice  Zimbabwe
- Ryusuke Hamaguchi, réalisateur  Japon
- Connie Nielsen, actrice  Danemark

### Autres jurys

#### Jury international des courts métrages
- Rosa Barba (présidente du jury), artiste  🇮🇹 Italie[12]
- Payal Kapadia, réalisatrice 🇮🇳 Inde[12]
- Reinhard W. Wolf, auteur 🇩🇪 Allemagne[12]

#### Jurys de la sélection Encounters
- Chiara Marañon (présidente du jury), directrice du contenu espagnole de la plateforme MUBI 🇪🇸 Espagne
- Ben Rivers, réalisateur 🇬🇧 Angleterre
- Silvan Zürcher, producteur et réalisateur 🇨🇭 Suisse

## Sélections

### Compétition
Dix-huit films concourent pour les Ours d'or et d'argent, dont dix-sept avant-premières mondiales. Des productions de quinze pays sont représentées, y compris des réalisations de sept femmes.
| Titre du film (titre original)                                                       | Réalisation            | Pays                        | Acteurs et actrices / Note                                                                              |
| ------------------------------------------------------------------------------------ | ---------------------- | --------------------------- | --- |
| A E I O U - Alphabet rapide de l'amour (A E I O U – Das schnelle Alphabet der Liebe) | Nicolette Krebitz      | Allemagne, France           | Sophie Rois, Udo Kier, Milan Herms, Nicolas Bridet                                                      |
| Nos soleils (Alcarràs)                                                               | Carla Simón            | Espagne, Italie             | Jordi Pujol Dolcet, Anna Otin, Xenia Roset, Albert Bosch, Ainet Jounou, Josep Abad                      |
| Un an, une nuit (Un año, una noche)                                                  | Isaki Lacuesta         | Espagne, France             | Nahuel Pérez Biscayart, Noémie Merlant, Quim Gutiérrez                                                  |
| Avec amour et acharnement                                                            | Claire Denis           | France                      | Juliette Binoche, Vincent Lindon, Grégoire Colin, Bulle Ogier                                           |
| Call Jane                                                                            | Phyllis Nagy           | États-Unis                  | Elizabeth Banks, Sigourney Weaver, Kate Mara                                                            |
| Drii Winter                                                                          | Michael Koch           | Suisse, Allemagne           | Michèle Brand, Simon Wisler                                                                             |
| Un été comme ça                                                                      | Denis Côté             | Canada                      | Larissa Corriveau, Aude Mathieu, Laure Giappiconi, Anne Ratte Polle, Samir Guesmi                       |
| Everything Will Be OK                                                                | Rithy Panh             | Cambodge                    | Film documentaire                                                                                       |
| Leonora addio                                                                        | Paolo Taviani          | Italie                      | Fabrizio Ferracane, Matteo Pittiruti, Dania Marino, Dora Becker                                         |
| La Ligne                                                                             | Ursula Meier           | Suisse, France, Belgique    | Stéphanie Blanchoud, Valeria Bruni Tedeschi, Elli Spagnolo                                              |
| Les Passagers de la nuit                                                             | Mikhaël Hers           | France                      | Charlotte Gainsbourg, Quito Rayon-Richter, Noée Abita, Megan Northam, Thibault Vinçon, Emmanuelle Béart |
| Une femme indonésienne (Nana)                                                        | Kamila Andini          | Indonésie                   | Happy Salma, Laura Basuki, Arswendy Beningswara, Ibnu Jamil                                             |
| Peter von Kant (film d'ouverture)                                                    | François Ozon          | France                      | Denis Ménochet, Isabelle Adjani, Hanna Schygulla                                                        |
| Rabiye Kurnaz contre George W. Bush (Rabiye Kurnaz gegen George W. Bush)             | Andreas Dresen         | Allemagne, France           | Meltem Kaptan, Alexander Scheer                                                                         |
| Rimini                                                                               | Ulrich Seidl           | Autriche, France, Allemagne | Michael Thomas, Hans-Michael Rehberg, Tessa Göttlicher, Inge Maux, Claudia Martini                      |
| Robe of Gems                                                                         | Natalia López Gallardo | Mexique, Argentine          | Nailea Norvind, Antonia Olivares, Ida Roa                                                               |
| La Romancière, le Film et le Heureux Hasard (Soseolgaui yeonghwa)                    | Hong Sang-soo          | Corée du Sud                | Lee Hye-young, Kim Min-hee, Seo Young-hwa                                                               |
| Le Retour des hirondelles (Yin ru chen yan)                                          | Li Ruijun              | Chine                       | Wu Renlin, Hai Qing                                                                                     |

### Hors compétition
Quinze films sont présentés hors compétition.

#### Berlinale Special Gala
| Titre du film (titre de référence)       | Réalisation           | Pays                       | Acteurs et actrices / Note                                  |
| ---------------------------------------- | --------------------- | -------------------------- | ----------------------------------------------------------- |
| Perdus dans l'Arctique (Against the Ice) | Peter Flinth          | Islande, Danemark          | Nikolaj Coster-Waldau, Joe Cole, Heida Reed, Charles Dance  |
| À propos de Joan                         | Laurent Larivière     | France, Allemagne, Irlande | Isabelle Huppert, Lars Eidinger, Swann Arlaud               |
| Gangubai Kathiawadi                      | Sanjay Leela Bhansali | Inde                       | Alia Bhatt, Ajay Devgn                                      |
| Good Luck to You, Leo Grande             | Sophie Hyde           | Royaume-Uni                | Daryl McCormack, Emma Thompson                              |
| Incroyable mais vrai                     | Quentin Dupieux       | France                     | Alain Chabat, Léa Drucker, Benoît Magimel, Anaïs Demoustier |
| The Forger (Der Passfälscher)            | Maggie Peren          | Allemagne, Luxembourg      | Louis Hofmann, Jonathan Berlin, Luna Wedler                 |
| Occhiali neri                            | Dario Argento         | Italie                     | Ilenia Pastorelli, Asia Argento, Andrea Zhang               |
| The Outfit                               | Graham Moore          | États-Unis                 | Mark Rylance, Zoey Deutch, Dylan O'Brien                    |

#### Berlinale Special
| Titre du film (titre de référence)                                       | Réalisation                         | Pays                            | Acteurs et actrices / Note |
| ------------------------------------------------------------------------ | ----------------------------------- | ------------------------------- | -------------------------- |
| 1341 Frames of Love and War (1341 Framim Mehamatzlema Shel Micha Bar-Am) | Ran Tal                             | Israël, Royaume-Uni, États-Unis | Film documentaire          |
| A German Party (Eine deutsche Partei)                                    | Simon Brückner                      | Allemagne                       | Film documentaire          |
| Le chêne                                                                 | Laurent Charbonnier, Michel Seydoux | France                          | Film documentaire          |
| Nest                                                                     | Hlynur Pálmason                     | Danemark, Islande               | Court métrage              |
| Nothing Lasts Forever                                                    | Jason Kohn                          | États-Unis                      | Film documentaire          |
| Terminal norte                                                           | Lucrecia Martel                     | Argentine                       | Film documentaire          |
| This Much I Know To Be True                                              | Andrew Dominik                      | Royaume-Uni                     | Film documentaire          |

### Encounters
Quinze films sont présentés en section Encounters, tous en avant-premières mondiales.
| Titre du film (titre de référence)             | Réalisation                          | Pays                             | Acteurs et actrices / Note                                  |
| ---------------------------------------------- | ------------------------------------ | -------------------------------- | ----------------------------------------------------------- |
| A Little Love Package                          | Gastón Solnicki                      | Autriche, Argentine              | Angeliki Papoulia, Carmen Chaplin, Mario Bellatin           |
| À vendredi, Robinson                           | Mitra Farahani                       | France, Suisse, Iran, Liban      | Jean-Luc Godard, Ebrahim Golestan                           |
| Axiom                                          | Jöns Jönsson                         | Allemagne                        | Moritz von Treuenfels, Ricarda Seifried, Thomas Schubert    |
| Brother in Every Inch (Brat vo vsyom)          | Alexander Zolotukhin                 | Russie                           | Sergueï Jouravlev, Nikolaï Jouravlev                        |
| Coma                                           | Bertrand Bonello                     | France                           | Julia Faure, Louise Labèque                                 |
| Father's Day                                   | Kivu Ruhorahoza                      | Rwanda                           | Mediatrice Kayitesi, Aline Amike, Yves Kijyana              |
| Flux Gourmet                                   | Peter Strickland                     | Royaume-Uni, États-Unis, Hongrie | Asa Butterfield, Gwendoline Christie, Ariane Labed          |
| The City and the City                          | Christos Passalis, Syllas Tzoumerkas | Grèce                            | Vassilis Kanakis, Alexandros Vardaxoglou, Angeliki Papoulia |
| Journal d'Amérique                             | Arnaud des Pallières                 | France                           | Film documentaire                                           |
| La Beauté du geste                             | Shō Miyake                           | Japon, France                    | Yukino Kishii, Tomokazu Miura, Masaki Miura                 |
| Mutzenbacher                                   | Ruth Beckermann                      | Autriche                         | Film documentaire                                           |
| Queens of the Qing Dynasty                     | Ashley McKenzie                      | Canada                           | Sarah Walker, Ziyin Zheng                                   |
| Sonne                                          | Kurdwin Ayub                         | Autriche                         | Melina Benli, Law Wallner, Maya Wopienka                    |
| Désordres (Unrueh)                             | Cyril Schäublin                      | Suisse                           | Clara Gostynski, Alexei Evstratov                           |
| The Death of my Mother (Zum Tod meiner Mutter) | Jessica Krummacher                   | Allemagne                        | Birte Schnöink, Elsie de Brauw, Johanna Orsini              |

### Panorama
29 films sont présentés en section Panorama : 
| Film                                                           | Réalisation                 | Pays               |
| -------------------------------------------------------------- | --------------------------- | ------------------ |
| Alle reden übers Wetter                                        | Annika Pinske               | Allemagne          |
| The Apartment with two women (Gateun sogoseul ibneun du yeoja) | Kim Se-in                   | Corée du Sud       |
| Happiness (Baqyt)                                              | Askar Uzabayev              | Kazakhstan         |
| Les Belles Créatures (Berdreymi)                               | Guðmundur Arnar Guðmundsson | Islande            |
| Bettina                                                        | Lutz Pehnert                | Allemagne          |
| Calcinculo                                                     | Chiara Bellosi              | Italie             |
| Lullaby (Cinco lobitos)                                        | Alauda Ruíz de Azúa         | Espagne            |
| Concerned Citizen                                              | Idan Haguel                 | Israël             |
| Una femmina                                                    | Francesco Costabile         | Italie             |
| Fogareu                                                        | Flávia Neves                | Brésil             |
| Grand Jeté                                                     | Isabelle Stever             | Allemagne          |
| Working class heroes (Heroji radničke klase)                   | Miloš Pušić                 | Serbie             |
| Somewhere over the chemtrails (Kdyby radši hořelo)             | Adam Rybanský               | République tchèque |
| Klondike                                                       | Maryna Er Gorbach           | Ukraine, Turquie   |
| A Love song                                                    | Max Walker-Silverman        | Etats-Unis         |
| Nelly & Nadine (Nelly och Nadine)                              | Magnus Gertten              | Suède              |
| Northern skies over empty space (El norte sobre el vacío)      | Alejandra Márquez Abella    | Mexique            |
| Convenience store (Produkty 24)                                | Michael Borodin             | Slovénie           |
| Until Tomorrow (Ta farda)                                      | Ali Asgari                  | Iran               |
| Taurus                                                         | Tim Sutton                  | Etats-Unis         |
| Viens je t'emmène                                              | Alain Guiraudie             | France             |

### Forum
| Film                                                        | Réalisation                         | Pays                     |
| ----------------------------------------------------------- | ----------------------------------- | ------------------------ |
| Poet (Akyn)                                                 | Darezhan Omirbaev                   | Kazakhstan               |
| Bashtaalak sa'at                                            | Mohammad Shawky Hassan              | Egypte, Liban, Allemagne |
| Cette maison                                                | Miryam Charles                      | Canada                   |
| The Middle Ages (La Edad media)                             | Luciana Acuña et Alejo Moguillansky | Argentine                |
| L'Etat et moi (The State and me)                            | Max Linz                            | Allemagne                |
| Europe                                                      | Philip Scheffner                    | Allemagne, France        |
| Une fleur à la bouche                                       | Éric Baudelaire                     | France                   |
| Dry Ground Burning (Mato seco em chamas)                    | Joana Pimenta et Adirley Queirós    | Brésil, Portugal         |
| Memoryland (Miền Ký Ức)                                     | Kim Quy Bui                         | Vietnam                  |
| Mis dos voces                                               | Lina Rodriguez                      | Canada                   |
| Hot in day, cold at night (Najeneun deobgo bameneun chubgo) | Park Song-yeol                      | Corée du Sud             |
| Nie zgubiliśmy drogi                                        | Anka Sasnal et Wilhelm Sasnal       | Pologne                  |
| Nuclear Family                                              | Erin Wilkerson et Travis Wilkerson  | Etats-Unis, Singapour    |
| Super Natural                                               | Jorge Jácome                        | Portugal                 |
| Terra que marca                                             | Raul Domingues                      | Portugal                 |
| Três tigres tristes                                         | Gustavo Vinagre                     | Brésil                   |
| O trio em mi bemol                                          | Rita Azevedo Gomes                  | Portugal, Espagne        |
| El Veterano                                                 | Jerónimo Rodríguez                  | Chili                    |

### Perspective cinéma allemand
| Film                                                        | Réalisation         |
| ----------------------------------------------------------- | ------------------- |
| Echo                                                        | Mareike Wegener     |
| March (Gewalten)                                            | Constantin Hatz     |
| Rondo                                                       | Katharina Rivilis   |
| Schweigend steht der Wald                                   | Saralisa Volm       |
| We might as well be dead (Wir könnten genauso gut tot sein) | Natalia Sinelnikova |

### Generation
| Film                                   | Réalisation                         | Pays                 |
| -------------------------------------- | ----------------------------------- | -------------------- |
| Allons enfants                         | Thierry Demaizière et Alban Teurlai | France               |
| The Quiet Girl (An Cailin Ciuin)       | Colm Bairéad                        | Irlande              |
| Beba                                   | Rebeca Huntt                        | Etats-Unis           |
| The Hill of secrets (Bimileui eondeok) | Lee Ji-eun                          | Corée du Sud         |
| Bubble (Baburu)                        | Tetsurō Araki                       | Japon                |
| Comedy Queen                           | Sanna Lenken                        | Suède                |
| Kalle Kosmonaut                        | Tine Kugler et Günther Kurth        | Allemagne            |
| Oink's revenge (Knor)                  | Mascha Halberstad                   | Belgique, Pays-Bas   |
| Millie lies low                        | Michelle Savill                     | Nouvelle-Zélande     |
| Moja vesna                             | Sara Kern                           | Slovénie, Australie  |
| The Realm of God (El Reino de Dios)    | Claudia Sainte-Luce                 | Mexique              |
| The Apple day (Rooz-e sib)             | Mahmoud Ghaffari                    | Iran                 |
| Shabu                                  | Shamira Raphaela                    | Pays-Bas             |
| Skhema                                 | Farkhat Sharipov                    | Kazakhstan           |
| Stay Awake                             | Jamie Sisley                        | Canada               |
| Strana Sasha                           | Julia Trofimova                     | Fédération de Russie |
| Sublime                                | Mariano Biasin                      | Argentine            |
| Girl picture (Tytöt tytöt tytöt)       | Alli Haapasalo                      | Finlande             |

## Palmarès

### Compétition officielle
| Prix                                                     | Attribué à                                            | Pays               |
| -------------------------------------------------------- | ----------------------------------------------------- | ------------------ |
| Ours d'or                                                | Alcarràs de Carla Simón                               | Espagne            |
| Grand prix du jury                                       | La Romancière (Soseolgaui yeonghwa) de Hong Sang-soo  | Corée du Sud       |
| Prix du jury                                             | Robe of Gems de Natalia López                         | Mexique, Argentine |
| Ours d'argent de la meilleure réalisation                | Avec amour et acharnement de Claire Denis             | France             |
| Ours d'argent de la meilleure performance                | Meltem Kaptan dans Rabiye Kurnaz gegen George W. Bush | Allemagne          |
| Ours d'argent de la meilleure performance de second rôle | Laura Basuki dans Nana                                | Indonésie          |
| Ours d'argent du meilleur scénario                       | Laila Stieler pour Rabiye Kurnaz gegen George W. Bush | Allemagne          |
| Ours d'argent de la meilleure contribution artistique    | Rithy Panh et Sarit Mang pour Everything Will Be OK   | Mexique Allemagne  |

### Meilleur documentaire
- Myanmar Diaries du The Myanmar Film Collective
- Mention spéciale : Lagos Tanger, aller simple de Ike Nnaebue

### Sélection Encounters
- Meilleur film : Mutzenbacher de Ruth Beckermann
- Prix spécial du jury : À vendredi, Robins de Mitra Farahani
- Meilleur réalisateur : Cyril Schäublin pour Unrest (Unrueh)

### Prix spécial
| Prix                | Attribué à       | Pays   |
| ------------------- | ---------------- | ------ |
| Ours d'or d'honneur | Isabelle Huppert | France |